# Pierre-Nicolas Beauvallet

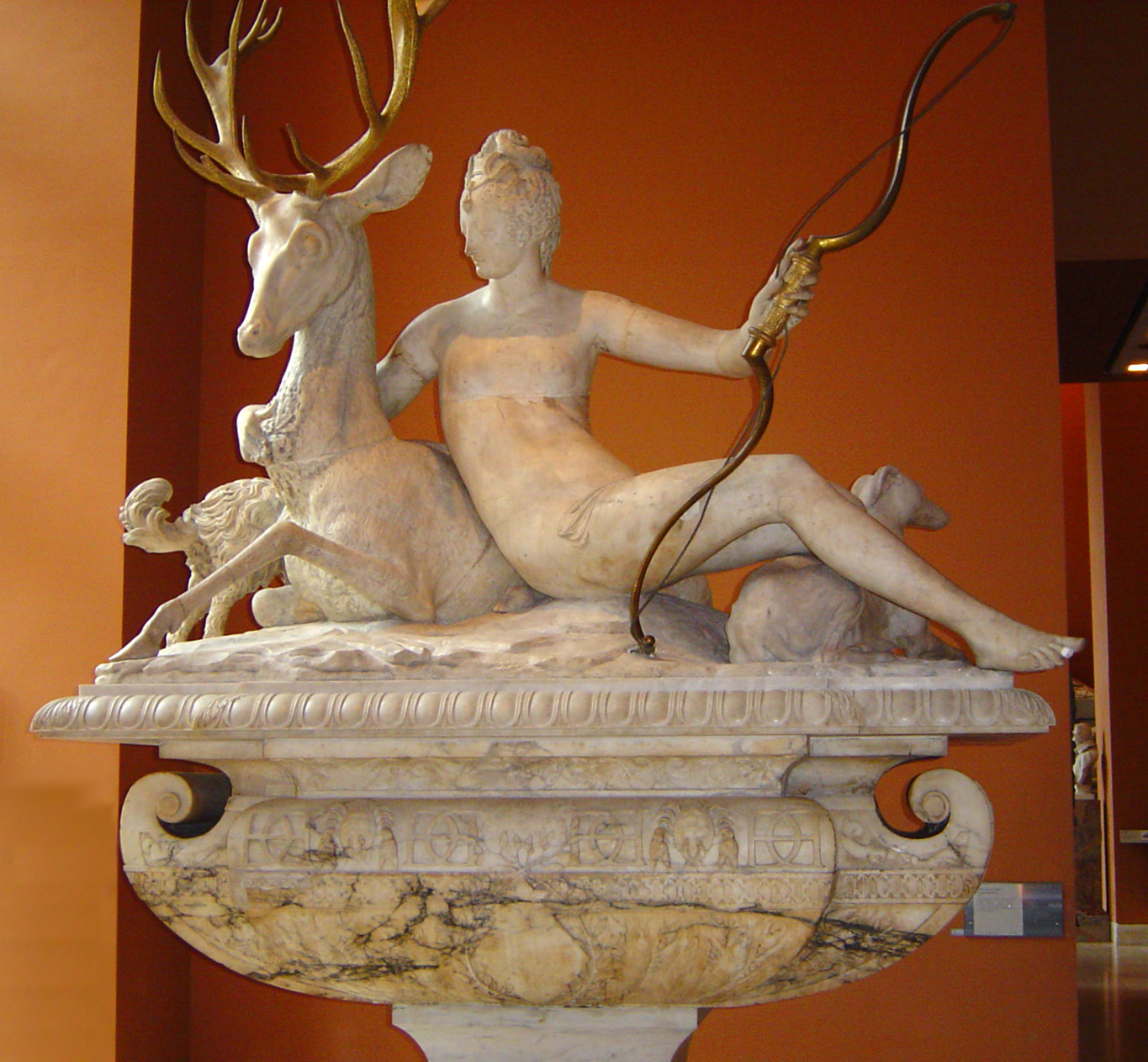
La Fontaine de Diane, gerestaureerd door Beauvallet.

Pierre-Nicolas Beauvallet (Le Havre, 21 juni 1750 - Parijs, 15 april 1818) was een Frans kunstenaar, voornamelijk van sculpturen.
Op 21 augustus 1793 werd hij benoemd tot directeur van de publieke werken van de Parijse commune. Op 7 juli 1794 werd hij lid van de jakobijnen, een Franse politieke beweging die zich inzette voor volkssoevereiniteit en de ondeelbaarheid van de Franse Republiek, nadat hij een sculptuur van Guillaume Tell had gedoneerd aan de partij. Dit idee kwam van Jacques-Louis David.
In de daaropvolgende periode werkte Beauvallet voornamelijk aan de restauratie van sculpturen, die uit de Renaissancetijd stamden, waaronder de bekende Fontaine de Diane. Dit deed hij in opdracht van het Musée national des Monuments Français van Alexandre Lenoir.

## Bekende werken
- Suzanne au bain, 1813 (Parijs, Louvre)
- Hygie, déesse de la santé soignant Mars, le dieu de la guerre
- Sully, (Parijs, Palais Bourbon)
- La Liberté sous les ruines de la Bastille, 1793
- La Force guidée par la raison ramène la Paix, le Commerce
- La Paix faisant hommage à la Liberté des prémices des faits de ses bienfaits
- La Tyrannie renversée, 1800